# Triple saut masculin aux championnats du monde d'athlétisme 2017
Pour un article plus général, voir Championnats du monde d'athlétisme 2017.
Navigation
Pékin 2015 Doha 2019
L'épreuve du triple saut masculin des championnats du monde de 2017 se déroule les 7 et 10 août 2017 dans le Stade olympique de Londres, au Royaume-Uni. Elle est remportée par l'Américain Christian Taylor. 

## Records et performances

### Records
Les records du triple saut hommes (mondial, des championnats et par continent) étaient avant les championnats 2017 les suivants.
| Record                    | Athlète          | Pays        | Résultat | Lieu      | Date            |
| ------------------------- | ---------------- | ----------- | -------- | --------- | --------------- |
| Record du monde           | Jonathan Edwards | Royaume-Uni | 18,29 m  | Göteborg  | 7 août 1995     |
| Record des championnats   | Jonathan Edwards | Royaume-Uni | 18,29 m  | Göteborg  | 7 août 1995     |
| Record d'Afrique          | Tarik Bouguetaïb | Maroc       | 17,37 m  | Khémisset | 14 juillet 2007 |
| Record d'Asie             | Yanxi Li         | Chine       | 17,59 m  | Jinan     | 26 octobre 2009 |
| Record d'Amérique du Nord | Christian Taylor | États-Unis  | 18,21 m  | Pékin     | 27 août 2015    |
| Record d'Amérique du Sud  | Jadel Gregório   | Brésil      | 17,90 m  | Belém     | 20 mai 2007     |
| Record d'Europe           | Jonathan Edwards | Royaume-Uni | 18,29 m  | Göteborg  | 7 août 1995     |
| Record d'Océanie          | Ken Lorraway     | Australie   | 17,46 m  | Londres   | 7 août 1982     |

### Meilleures performances de l'année 2017
Les dix athlètes les plus performants de l'année sont, avant les championnats, les suivants.
|    | Athlète              | Pays       | Résultat | Lieu          | Date            |
| -- | -------------------- | ---------- | -------- | ------------- | --------------- |
| 1  | Christian Taylor     | États-Unis | 18,11 m  | Eugene        | 27 mai 2017     |
| 2  | Will Claye           | États-Unis | 17,91 m  | Sacramento    | 23 juin 2017    |
| 3  | Pedro Pablo Pichardo | Cuba       | 17,60 m  | Lausanne      | 6 juillet 2017  |
| 4  | Chris Benard         | États-Unis | 17,48 m  | Sacramento    | 23 juin 2017    |
| 5  | Andy Díaz            | Cuba       | 17,40 m  | La Havane     | 17 mars 2017    |
| 6  | Fabrizio Donato      | Italie     | 17,32 m  | Pierre-Bénite | 9 juin 2017     |
| 7  | Jordan A. Díaz       | Cuba       | 17,30 m  | Nairobi       | 14 juillet 2017 |
| 8  | Cristian Nápoles     | Cuba       | 17,27 m  | La Havane     | 17 mars 2017    |
| 8  | Dong Bin             | Chine      | 17,27 m  | Eugene        | 27 mai 2017     |
| 10 | Donald Scott         | États-Unis | 17,25 m  | Sacramento    | 23 juin 2017    |

## Critères de qualification
Pour se qualifier pour les championnats, il faut avoir réalisé 16,80 m entre le 1er octobre 2016 et le 23 juillet 2017.

## Médaillés
| Or               | Argent     | Bronze       |
| Christian Taylor | Will Claye | Nelson Évora |

## Résultats

### Finale
| Rang               | Athlète              | Pays        | Essais  | Essais  | Essais  | Essais  | Essais  | Essais  | Marque  | Notes |
| Rang               | Athlète              | Pays        | 1       | 2       | 3       | 4       | 5       | 6       | Marque  | Notes |
| ------------------ | -------------------- | ----------- | ------- | ------- | ------- | ------- | ------- | ------- | ------- | ----- |
| Médaille d'or      | Christian Taylor     | États-Unis  | 16,97 m | 17,57 m | 17,68 m | 17,26 m | 17,38 m | 17,03 m | 17,68 m |       |
| Médaille d'argent  | Will Claye           | États-Unis  | 17,54 m | 17,52 m | 17,63 m | 17,49 m | 17,53 m | x       | 17,63 m |       |
| Médaille de bronze | Nelson Évora         | Portugal    | 17,02 m | 17,19 m | 16,58 m | x       | x       | 16,01 m | 17,19 m |       |
| 4                  | Cristian Nápoles     | Cuba        | x       | x       | 17,16 m | x       | x       | 17,16 m | 17,16 m |       |
| 5                  | Alexis Copello       | Azerbaïdjan | 17,16 m | x       | x       | 16,87 m | 16,91 m | 17,06 m | 17,16 m | SB    |
| 6                  | Chris Benard         | États-Unis  | 16,88 m | x       | 16,94 m | x       | x       | 17,16 m | 17,16 m |       |
| 7                  | Andy Díaz            | Cuba        | 17,13 m | x       | x       | x       | -       | x       | 17,13 m |       |
| 8                  | Jean-Marc Pontvianne | France      | x       | 16,62 m | 16,79 m | x       | x       | 16,57 m | 16,79 m |       |
| 9                  | Wu Ruiting           | Chine       | 16,47 m | 16,66 m | 16,53 m |         |         |         | 16,66 m |       |
| 10                 | Pablo Torrijos       | Espagne     | 16,60 m | 16,51 m | 16,53 m |         |         |         | 16,60 m |       |
| 11                 | Yordanys Durañona    | Dominique   | 16,42 m | x       | x       |         |         |         | 16,42 m |       |
| 12                 | Lázaro Martínez      | Cuba        | x       | 16,25 m | 16,09 m |         |         |         | 16,25 m |       |

### Qualification
Qualification : 17,00 m (Q) ou les douze meilleures performances (q).
| Rang | Groupe | Athlète              | Nationalité | Essai 1 | Essai 2 | Essai 3 | Résultat | Notes |
| ---- | ------ | -------------------- | ----------- | ------- | ------- | ------- | -------- | ----- |
| 1    | A      | Chris Benard         | États-Unis  | 17,20   |         |         | 17,20    | Q     |
| 2    | A      | Christian Taylor     | États-Unis  | 17,15   |         |         | 17,15    | Q     |
| 3    | B      | Cristian Nápoles     | Cuba        | 17,06   |         |         | 17,06    | Q     |
| 4    | A      | Andy Díaz            | Cuba        | 16,96   | 16,86   | x       | 16,96    | q     |
| 5    | B      | Will Claye           | États-Unis  | 16,95   | 16,57   | x       | 16,95    | q     |
| 6    | A      | Nelson Évora         | Portugal    | 16,64   | 16,94   | x       | 16,94    | q     |
| 7    | A      | Alexis Copello       | Azerbaïdjan | 16,89   | 16,88   | 16,53   | 16,89    | q     |
| 8    | A      | Pablo Torrijos       | Espagne     | 16,57   | 16,00   | 16,80   | 16,80    | q     |
| 9    | B      | Jean-Marc Pontvianne | France      | 16,66   | 16,17   | 16,78   | 16,78    | q     |
| 10   | B      | Yordanys Durañona    | Dominique   | 16,71   | 16,63   | 16,49   | 16,71    | q     |
| 11   | A      | Wu Ruiting           | Chine       | x       | 16,40   | 16,66   | 16,66    | q     |
| 12   | B      | Lázaro Martínez      | Cuba        | 16,36   | x       | 16,66   | 16,66    | q     |
| 13   | B      | Donald Scott         | États-Unis  | 16,55   | 16,63   | 16,27   | 16,63    |       |
| 14   | B      | Nazim Babayev        | Azerbaïdjan | 15,76   | 16,58   | 16,61   | 16,61    |       |
| 15   | A      | Momchil Karailiev    | Bulgarie    | x       | 16,01   | 16,57   | 16,57    |       |
| 16   | B      | Elvijs Misāns        | Lettonie    | 16,55   | 16,39   | x       | 16,55    |       |
| 17   | A      | Simo Lipsanen        | Finlande    | 16,54   | 16,48   | 16,41   | 16,54    |       |
| 18   | B      | Georgi Tsonov        | Bulgarie    | 16,53   | 16,32   | x       | 16,53    |       |
| 19   | A      | Nathan Fox           | Royaume-Uni | 16,27   | 16,49   | 16,02   | 16,49    |       |
| 20   | B      | Alberto Álvarez      | Mexique     | 15,60   | 16,41   | 16,48   | 16,48    |       |
| 21   | A      | Benjamin Compaoré    | France      | 16,46   | 16,35   | x       | 16,46    |       |
| 22   | B      | Troy Doris           | Guyana      | 16,43   | x       | 16,24   | 16,43    |       |
| 23   | A      | Miguel van Assen     | Suriname    | 16,38   | x       | x       | 16,38    |       |
| 24   | A      | Melvin Raffin        | France      | 16,18   | 14,25   | x       | 16,18    |       |
| 25   | B      | Tosin Oke            | Nigeria     | x       | 16,14   | 16,17   | 16,17    |       |
| 26   | B      | Fang Yaoqing         | Chine       | x       | 16,17   | x       | 16,17    |       |
| 27   | A      | Mateus de Sá         | Brésil      | 16,10   | 16,09   | x       | 16,10    |       |
| 28   | B      | Dimitrios Tsiamis    | Grèce       | 16,06   | x       | x       | 16,06    |       |
| 29   | A      | Ryōma Yamamoto       | Japon       | x       | x       | 16,01   | 16,01    |       |
| 30   | B      | Clive Pullen         | Jamaïque    | x       | x       | 15,61   | 15,61    |       |
| -    | B      | Max Heß              | Allemagne   |         |         |         | DNS      |       |

## Légende
Records et Performances
- AR : Record continental (area record)
- CR : Record des championnats (championship record)
- MR : Record du meeting (meet record)
- NR : Record national (national record)
- OR : Record olympique (olympic record)
- PR : Record paralympique (paralympic record)
- PB : Record personnel (personal best)
- SB : Meilleure performance personnelle de la saison (season's best)
- WL : Meilleure performance mondiale de l'année (world leader)
- WJR : Record du monde junior (world junior record)
- WR : Record du monde (world record)

Circonstances et Conditions
- DNF : N'a pas terminé (did not finish)
- DNS : N'a pas pris le départ (did not start)
- DQ : Disqualification (disqualification)
- NM : Aucun essai valable enregistré (No Mark)
- Q : Qualifié « directement » au prochain tour (ou à la prochaine compétition), lors d'une compétition majeure, grâce au classement ou à la réalisation des minima (automatic qualifier)
- q : Qualifié au prochain tour (ou à la prochaine compétition), lors d'une compétition majeure, grâce au repêchage ou à la réalisation de l'une des meilleures performances parmi celles des « non qualifiés directement » (grâce au meilleur temps ou à la meilleure distance par exemple) (secondary qualifier)